# Дзвіниця на Ближніх печерах
Дзвіниця на Ближніх печерах — розташована на території Ближніх печер у Києво-Печерській лаврі. Збудована на місці дерев'яної у 1763 році під керівництвом Степана Ковніра. Автор проекту невідомий.

## Архітектура
Дзвіниця має два яруси, квадратна в плані, з великою майже сферичною банею, і двох'ярусною маківкою. Висота споруди 27,3 метрів.
На першому ярусі є арковий прохід, до якого з півночі і півдня підходить дерев'яна галерея, що веде до Ближніх печер. Стіни першого ярусу дзвіниці вкриті рустом. На другому ярусі, з кожного боку, зроблені аркові отвори — для підвішування дзвонів, біля яких розміщені колони коринфського ордера, по п'ять з кожного боку.

## Галерея

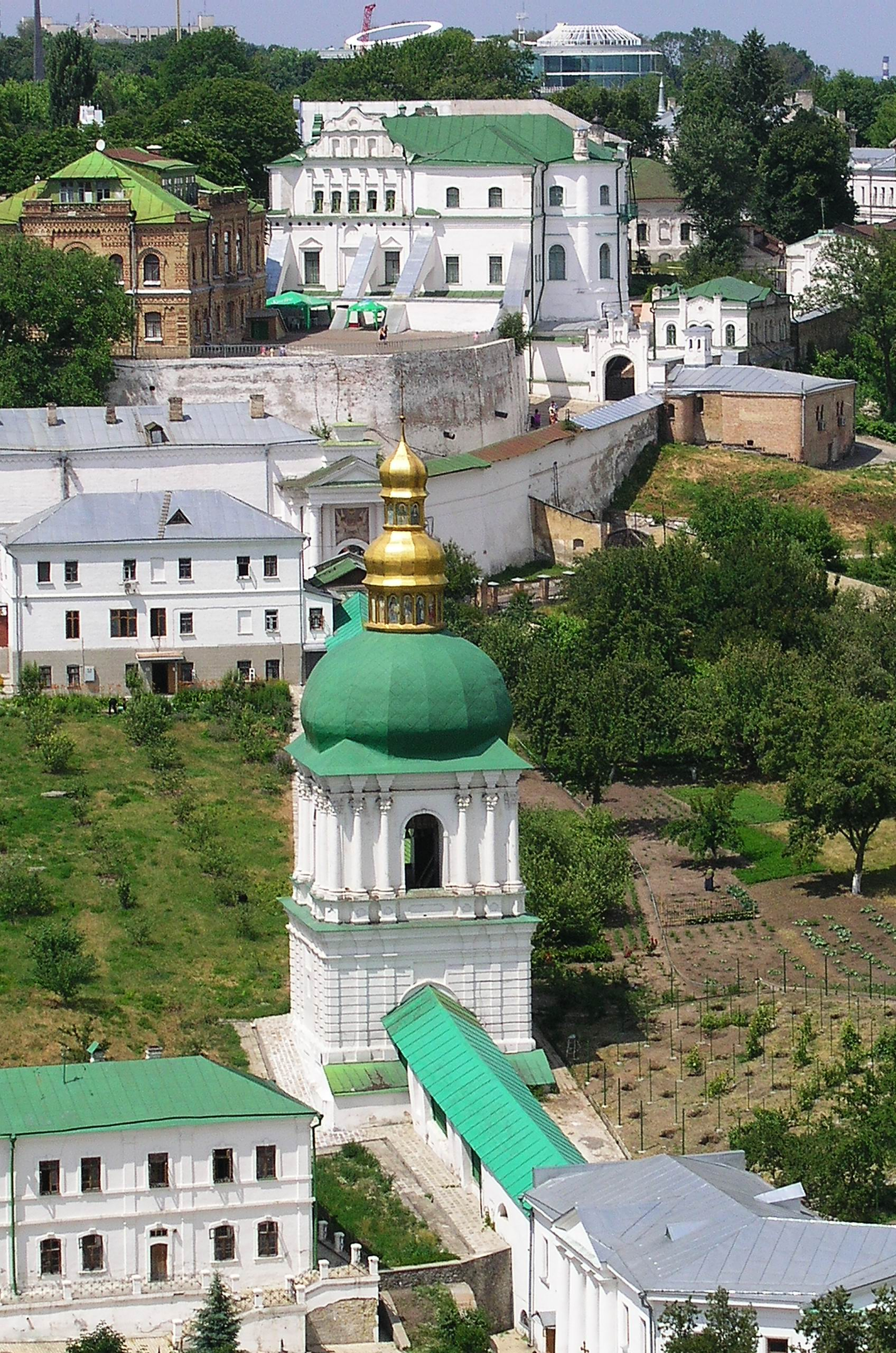
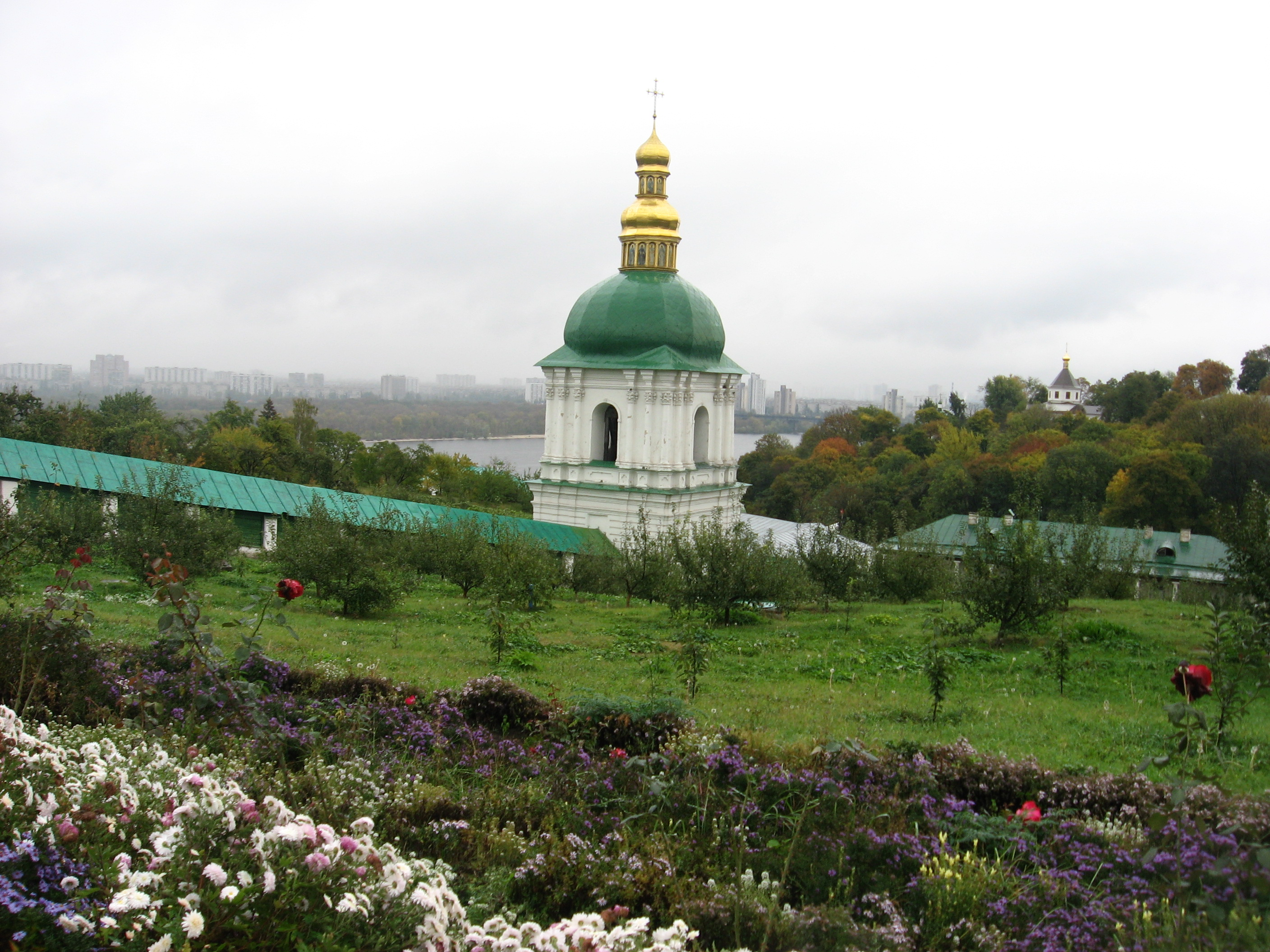
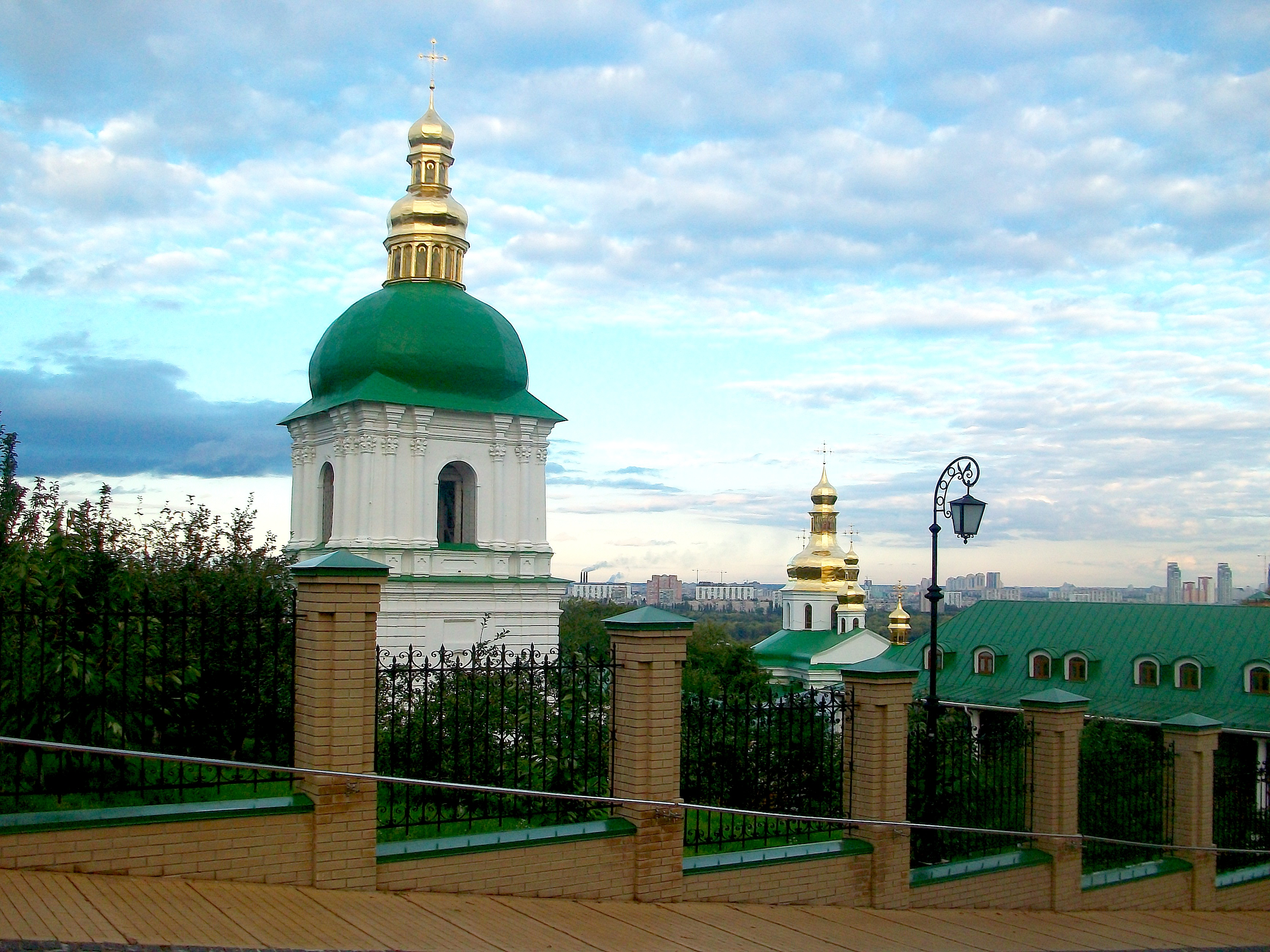
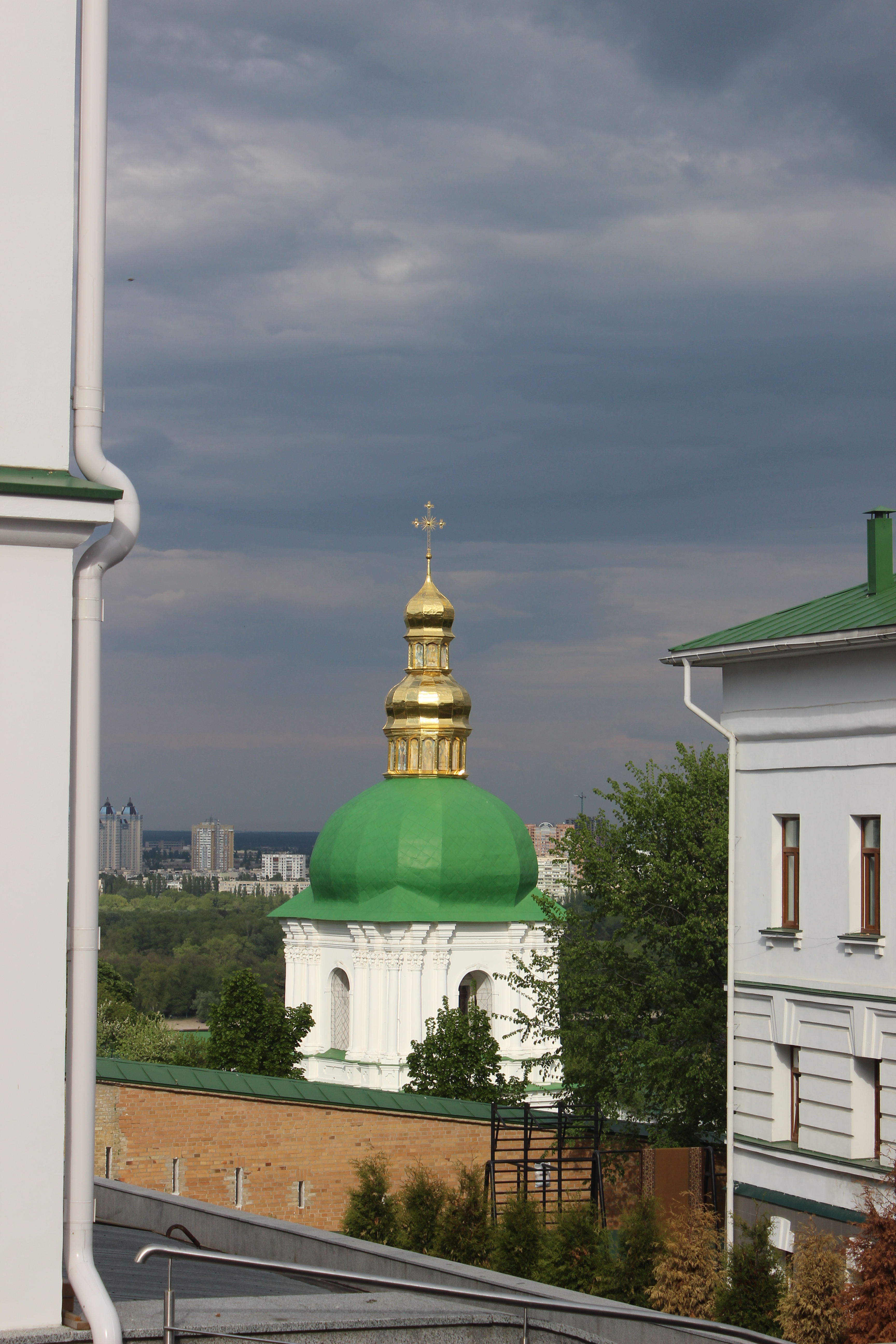